# سوسن دروزة
سوسن دروزة مخرجة مسرحية وسينمائية أردنية. في رصيدها العديد من الأعمال التلفزيونية والمسرحية. أخرجت العديد من المقاطع المرئية لأغاني الأطفال التي عُرضت على قناة شبكة راديو وتلفزيون العرب (ART) منها أغنية «العصفور» ونشيد «أمي» وغيرها.

## حياتها
وُلدت سوسن دروزة عام 1962 في سوريا وانتقلت إلى عمّان في العام 1985، نالت شهادة البكالوريوس في فنون الاتصال والمسرح من جامعة كلية بيروت الجامعية عام 1982، والأدب الفرنسي من جامعة دمشق عام 1984، كان اللافت في بداية مسيرتها المهنية في الإخراج استخدامها الوسائط السمعية والبصرية، مثل الأفلام وأشرطة الفيديو في عروضها المسرحيّة. وشاركت في تأسيس شركة «مرآة ميديا للإنتاج الفنّي» في عمّان عام 2010 التي تتولّى إدارتها حاليا، إلى جانب عملها كمديرة فنيّة لجمعيّة أفكار تُدعى «المعمل 612». عملت على كتابة وإنتاج أكثر من خمس عشرة مسرحية، ودخلت عالماً جديداً تعرّفت فيه إلى فنّانين مختلفين من خلال عملها التلفزيوني على برامج وثائقي بارز عن الفنّانين المسرحيين في العالم العربي. وتشغل أيضاً منصب رئيس المعهد الدولي للمسرح (اليونسكو – عمّان) فضلاً عن منصب مديرة مهرجان «كرامة» السينمائي لحقوق الإنسان. 
لها رصيد مهم من العمل التلفزيوني والمسرحي فقد أخرجت مجموعة من الأعمال التلفزيونية الوثائقية والأفلام منها سلسلة «هؤلاء الآخرون»، «حارسة الحكايات» وغيرها من البرامج والأفلام التوثيقة عموما، وفي الجانب المسرحي تمتلك دروزة المقدرة العالية على الإدهاش والجرأة، فقد أخرجت في انتظار غودو 1992، ذاكرة صناديق ثلاثة 1998، من تراب وارجوان 2000 إضافة إلى العديد من الأعمال الأخرى، وقد نالت العديد من الجوائز المحلية والعربية. ومؤخراً أخرجت دروزة مسرحية «مصابة بالوضوح» بمهارة وتميز التي عرضت في دمشق وعمان.
كما أنها عضو في نقابة الفنانين الأردنيين، وعضو في هيئة تحرير مجلة «فنون» في وزارة الثقافة الأردنية (2007 – 2008)، و«مركز دراسات المرأة» وهيئته الإدارية (1996 – 2000)، ومديرة تنفيذية / مخرجة وشريكة في شركة الرواد للصوتيات والمرئيات. ترأست معهد المسرح العالمي مركز عمان – الأردن (1993 -2010)، كما عملت مخرجة ومستشارة للمسرح في مؤسسة خالد شومان – دارة الفنون (1994 – 1996) .

## أعمالها

### المسرحيات
- 1992 في انتظار غودو. [4]
- 1998 ذاكرة صناديق ثلاثة.[5]
- 2000 من تراب وارجوان.[4]
- 2004 مصابة بالوضوح. [6]
- 2008 لا على الترتيب أو الخبز اليومي.[7]
- 2011 الحادثة. [8]
- 2014 ونحن نسامح.[9]